# 野澤久人
野澤 久人（のざわ ひさと、1938年（昭和13年）12月23日 - ）は、日本の政治家。元福生市長（2期）。

## 主な経歴
長野県出身。1962年、東京教育大学卒業後、当時の福生町役場の教育委員会社会教育主事として入庁。その後20年間同市の社会教育に携わり、その後は市長部局に移り、企画財政課長、企画財政部長、助役を歴任した。

### 2000年福生市長選挙
2000年5月に行われた市長選挙に自民党・公明党推薦・民主党支持で立候補し共産党推薦の新人を破って初当選を果たした。
※当日有権者数：-人 最終投票率：38.39%（前回比：-pts）
| 候補者名 | 年齢 | 所属党派 | 新旧別 | 得票数   | 得票率 | 推薦・支持              |
| -------- | ---- | -------- | ------ | -------- | ------ | ----------------------- |
| 野澤久人 | 61   | 無所属   | 新     | 12,660票 | 72.4%  | 自民・公明推薦 民主支持 |
| 西村雅人 | 33   | 無所属   | 新     | 4,827票  | 27.6%  | 共産推薦                |

同月21日に就任した。2004年5月の選挙では無投票当選を果たした。2008年5月11日に投開票された3期目の選挙には立候補しなかった。同月20日の任期満了をもって退任した。また、退任直前の同月17日付の読売新聞多摩版にて、自身の政治活動用の看板の設置に協力した支援者に2万円分の商品券を渡し、公職選挙法（有権者への寄付の禁止）に違反する恐れがあるとしてこれを回収していたと報じられた。

## 著書
- 『市長顛末記 : ある公務員の仕事』セイビ印刷所、2014年12月。